# Specifični naziv (zoologija)
U zoološkoj nomenklaturi specifični naziv (također specifični epitet ili epitet vrste) je drugi dio (drugi naziv) unutar znanstvenog naziva vrste (dvojno nazivlje). Prvi dio imena vrste naziv je roda ili generički naziv.

## Povijest
Znanstveno ime za ljude je Homo sapiens, što je naziv vrste koji se sastoji od dva imena: Homo je ime roda, a sapiens je "specifično ime".
Povijesno gledano, to nije uvijek bilo tako. Carl Linnaeus, koji je formalizirao dvojno nazivlje, izričito je razlikovao specifična, generička i trivijalna imena. Generičko ime bilo je rod, prvo u dvojnom nazivlju, trivijalno ime bilo je drugo ime u binomu, a specifičan pravi naziv za kombinaciju njih dvoje. Na primjer dvojni naziv tigra, Panthera tigris.:
- generičko ime = Panthera
- trivijalno ime = tigris
- specifično ime = Panthera tigris

To je bila pravilna upotreba od 18. stoljeća do kraja 20. stoljeća, iako se činilo da mnogi autori nisu svjesni razlika između trivijalnih i specifičnih imena, a nedosljedna i pogrešna uporaba čak se pojavila i u Međunarodnom pravilniku o zoološkoj nomenklaturi.

## Gramatika naziva vrsta
Gramatički, dvojno nazivlje (i trojni nazivlje također)  se mora tretirati kao da je riječ o latinskoj frazi, bez obzira iz kojeg su jezika riječi izvorno preuzete. (To dijelom opravdava popularnu upotrebu izraza "latinsko ime" umjesto ispravnijeg izraza "znanstveni naziv".) Gramatički (koristeći latinsku gramatiku), određeno se ime mora pridržavati određenih konvencija. Određeni naziv može se oblikovati kao:
- Imenica u apoziciji uz naziv roda, na primjer, znanstveno ime lava, Panthera leo. U tim se slučajevima riječ za rod i riječ za vrstu ne moraju nužno slagati u rodu. Imena vrsta koja su imenice u apoziciji ponekad su narodni naziv organizma na latinskom ili starogrčkom ili naziv (specifičan ili generički) drugog organizma kojem sam organizam sliči.
- Imenica u genitivu (tj. pripadnost).
  - To je često kod parazita: Xenos vesparum ("Stranac osa").
  - U genitivu se često koriste vlastite imenice koja su imena ljudi i mjesta. Primjerice, naziv koelakanta, Latimeria chalumnae što znači "Latimeria Chalumne", referenca je na područje u blizini ušća rijeke Chalumna u Indijski ocean, gdje je koelakant prvi put pronađen, odnosno njegov tipski lokalitet.
- Pridjev koji se mora složiti u slučaju i spolu s rodom: Felis silvestris ("šumska mačka").

## Razlike u odnosu na botaniku
U botaničkoj nomenklaturi, "naziv" se uvijek odnosi na cijelo ime (vrste ili na neki drugi način), dok se u zoološkoj nomenklaturi može odnositi na bilo koji dio binomena. Tako je Hedera helix (obični bršljan, engleski bršljan) naziv vrste; Hedera je ime roda; ali spirala je specifični epitet, a ne specifično ime.